# Kylahov
Kylahov en ort i Hångers socken i Värnamo kommun i Jönköpings län. Kylahov klassades som småort av SCB år 2000 och 2005.

## Namnet Kylahov
Den medeltida frälseätten Ginbalk av Grisatorp, var under flera generationer ägare till sätesgården Grisatorp (kallades också Gersatorp), belägen i Hångers socken, dåvarande Östbo härad i Finnveden. Måns Larsson i "Gersatorp" var gift med Märta Olofsdotter, dotter till Olof (Andersson) Skytte. Måns torde ha givit Grisatorp i morgongåva till sin hustru Märta Olofsdotter. Märta skall också ha haft i tidigare eller senare äktenskap med Johan Ingemarsson, en son, väpnaren Offe Johansson (ginbalk), vilken efterträdde Måns Larsson som ägare till gården, och bebodde Grisatorp under 1400-talets senare hälft. Grisatorp innehades senare av Offe Johanssons
sondotter Anna Bengtsdotter, ätten Rosenbielkes stammoder, och av hennes son Olof Arvidsson (Rosenbielke), vars dotter Anna blev ingift i ätten Kyle, som givit gården dess nuvarande namn Kylahov.  